# Lac Turner
Pour les articles homonymes, voir Turner.
Le lac Turner (en anglais : Turner Lake) est un lac américain dans le comté de Madera, en Californie. Il est situé à 2 907 mètres d'altitude au sein de la Yosemite Wilderness, dans le parc national de Yosemite.